# Comptus badius
Comptus badius — вид веретільницеподібних ящірок родини Diploglossidae. Ендемік острова Навасса.

## Поширення і екологія
Comptus badius є ендеміками невеликого безлюдного острова Навасса в Карибському морі, що є частиною Зовнішних малих островів США. Вони живуть в тропічних лісах і на трав'янистих галявинах по всьому острову, трапляються серед опалого листя. Є живородними.